# Thomas Aikenhead
Thomas Aikenhead (gedoopt 28 maart 1676 – 8 januari 1697) was een Schots student en vrijdenker uit Edinburgh. Hij was de laatste persoon in Groot-Brittannië die voor godslastering werd terechtgesteld, al bleef dit in Schotland nog tot begin 19e eeuw een halsmisdrijf. 

## Leven
Aikenhead studeerde aan de Universiteit van Edinburgh en werd in zijn derde jaar, op 20-jarige leeftijd, aangegeven wegens blasfemische uitspraken. Er waren vijf getuigen tegen hem, met als voornaamste zijn medestudent Craig Mundo, die zijn beschuldigingen publiek maakte in een pamflet. Het proces van Aikenhead vond plaats in een sfeer van crisis. Het politieke establishment voelde zich genoodzaakt zijn orthodoxie aan te tonen en de Church of Scotland had net het deïsme aangemerkt als besmet door atheïsme.
De beschuldigde erkende de meeste fouten en beriep zich op zijn jonge leeftijd en op andere verzachtende omstandigheden om clementie te vragen, maar de hoofdrechter en de openbaar aanklager stuurden aan op de zwaarste straf. Op grond van de getuigenis van Mundo verklaarde de jury Aikenhead schuldig aan het "uitvaren tegen en vervloeken van" Jezus. Dit waren de bewoordingen van een wet uit 1661, die godslastering bestrafte met de dood (terwijl een andere blasfemiewet in lichtere straffen voorzag naast de dood). In het bijzonder zijn verwerping van de Heilige Drievuldigheid en van de autoriteit van de Schrift werd hem kwalijk genomen. 
Op de dag vóór zijn executie schreef Aikenhead een niet al te coherente uiteenzetting van zijn ideeën. Hij toonde berouw maar noemde zich tegelijk onschuldig aan de ergste feiten aangevoerd door Mundo. Voorts drukte hij het verlangen uit dat zijn dood een einde zou maken aan de woekerende geest van atheïsme. Op 8 januari 1697 werd hij opgehangen. 

## Voetnoten
1. ↑  Act against the Atheistical Opinions of the Deists, and for establishing the Confession of Faith, 4 januari 1696